# 樽泽隧道

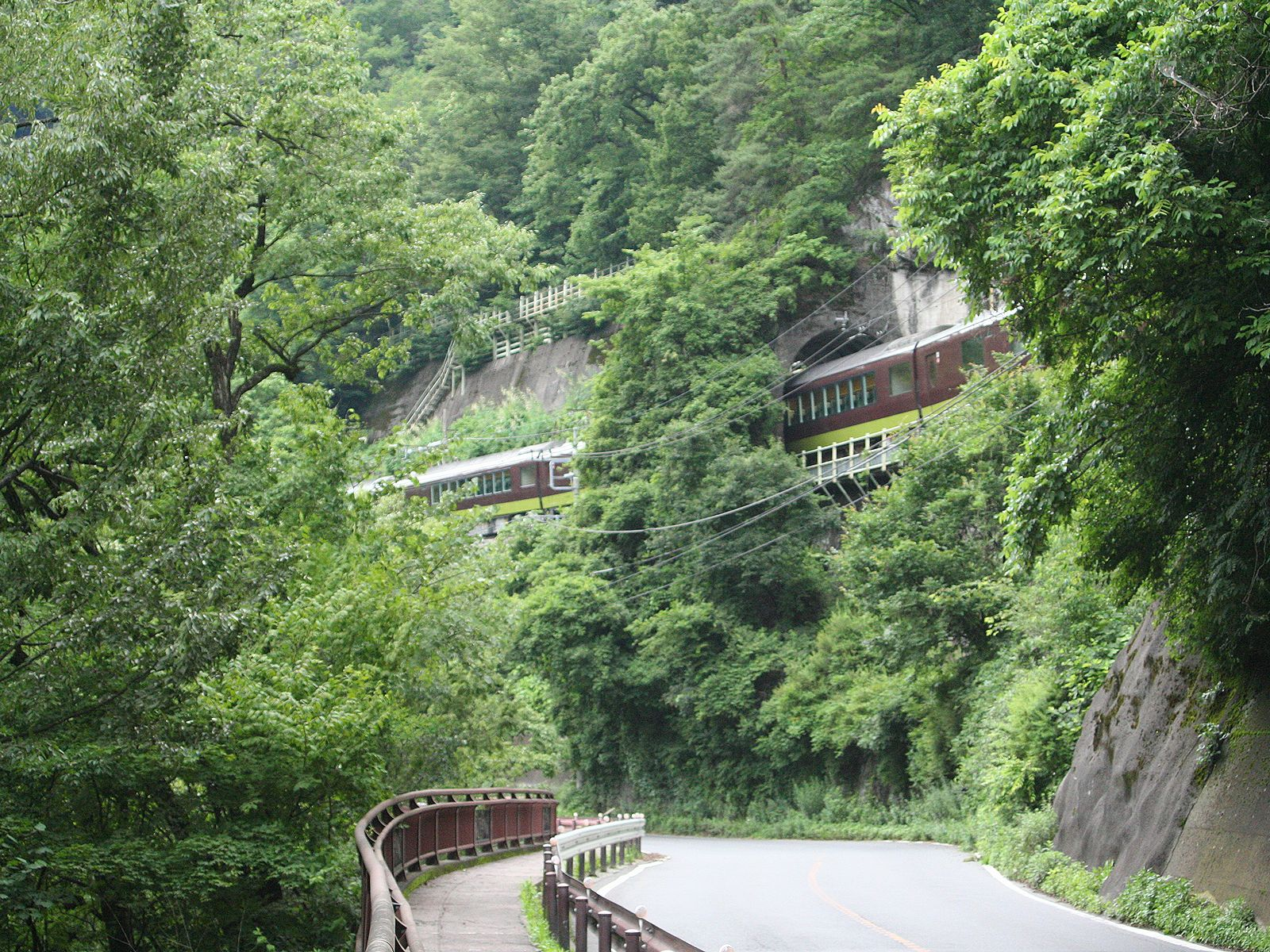
樽泽隧道，2011年

36°33′50.2″N 138°43′21.2″E / 36.563944°N 138.722556°E
樽泽隧道（日语：／）是日本的一个铁路隧道，位于群马县吾妻郡東吾妻町境内，吾妻線的岩島站至川原湯溫泉站区间中，全长7.2米（24英尺），1946年通车，2014年废弃，是日本最短的铁路隧道。